# Arian Milicija
Arian Milicija (* 29. März 2005 in Sarajevo) ist ein bosnischer Leichtathlet, der sich auf den Stabhochsprung spezialisiert hat und aktuell Inhaber des Landesrekordes ist.

## Sportliche Laufbahn
Erste internationale Erfahrungen sammelte Arian Milicija im Jahr 2024, als er bei den U20-Balkan-Hallenmeisterschaften in Belgrad mit übersprungenen 5,00 m die Silbermedaille gewann. Im Mai brachte er bei den U23-Mittelmeer-Meisterschaften in Ismailia keinen gültigen Versuch zustande und kurz darauf belegte er bei den Balkan-Meisterschaften in Izmir mit 4,80 m den siebten Platz. Im August verpasste er bei den U20-Weltmeisterschaften in Paris mit 5,10 m den Finaleinzug. Zudem begann er ein Studium an der University of New Mexico in den Vereinigten Staaten. Im Jahr darauf wurde er bei der 3. Liga der Team-Europameisterschaft in Maribor mit 4,85 m Erster und schied anschließend bei den U23-Europameisterschaften in Bergen ohne einen gültigen Versuch in der Vorrunde aus. Kurz darauf blieb er bei den World University Games in Bochum ohne einen gültigen Versuch in der Vorrunde.
In den Jahren 2023 und 2024 wurde Milicija bosnischer Meister im Stabhochsprung.